# Kõnnu
Kõnnu är en ort i Estland. Den ligger i Torma kommun och landskapet Jõgevamaa, i den centrala delen av landet, 130 km sydost om huvudstaden Tallinn. Kõnnu ligger 69 meter över havet och antalet invånare är 121.
Terrängen runt Kõnnu är platt, och sluttar österut. Runt Kõnnu är det mycket glesbefolkat, med 6 invånare per kvadratkilometer. Närmaste större samhälle är Mustvee, 8,7 km öster om Kõnnu. I omgivningarna runt Kõnnu växer i huvudsak blandskog.